# حمیدرضا حافظی
حمیدرضا حافظی (متولد ۲۲ اسفند ۱۳۴۳ در شیراز) فیلم‌نامه‌نویس سینما و تلویزیون، کارگردان تلویزیون و انیمیشن و مدرس اهل ایران است.

## زندگی‌نامه
حمیدرضا حافظی فیلم‌نامه‌نویس، کارگردان و مدرس سینما و تلویزیون، در سال ۶۷ از دانشگاه صدا و سیما در رشته کارگردانی انیمیشن فارغ‌التحصیل شد. سپس با عنوان شغلی کارگردان فیلم به مدت بیست سال در سازمان صدا و سیما به کار پرداخت و پس از آن نیز فعالیت‌های تلویزیونی خود را در ژانرهای کودک و نوجوان و کمدی در دو حوزهٔ رئال و انیمیشن همچنان ادامه داد. وی با نوشتن فیلمنامه بلند سینمایی «مهریه بی‌بی» و کسب جایزه بهترین فیلم‌نامه‌نویس از دومین دوره اهداء جوایز کانون کارگردانان سینمای ایران از سال ۷۳ به جمع فیلم‌نامه‌نویسان سینمای ایران پیوست.
علاوه بر این، تجربه سه دهه فیلم‌نامه‌نویسی انیمیشن را در کارنامه خود به ثبت رسانیده است. از میان این آثار می‌توان به فیلم کوتاه کیمیاگر (بهترین فیلم پویانمایی چهلمین جشنواره بین‌المللی فیلم رشد)، سریال اقتباسی خمره (منتخب بخش مسابقه پنجاه و یکمین دوره جشنواره بین‌المللی انسی فرانسه)، تله‌فیلم افسانه شهر قالی (بهترین فیلمنامه بلند پویانمایی بیست و هشتمین جشنواره بین‌المللی فیلم‌های کودکان و نوجوانان اصفهان) و فیلم سینمایی هفت رنگ (بهترین فیلم بلند انیمیشن جشنواره بین‌المللی فیلم‌های کودکان و نوجوانان) اشاره کرد.
او در زمینه آموزش سینما و تلویزیون نیز فعالیت دارد و بجز تدریس در «دانشگاه صدا و سیما» و «دانشگاه سوره»، کارگاه‌های آموزشی خود را در سرتاسر ایران با عناوین: فیلم‌نامه‌نویسی خلاق، کارگردانی پیشرفته، زیبایی‌شناسی تصویر و «تجزیه و تحلیل فیلم؛ نما به نما» برگزار کرده است. همچنین تدریس در چهار دوره بین‌المللی مرکز آموزش سازمان صداوسیما را بعهده داشته است.

## فیلمنامه‌های سینمایی
- مهریه بی‌بی به کارگردانی اصغر هاشمی
- انیمیشن هفت رنگ به کارگردانی مازیار محمدی‌نژاد
- روزی که خواستگار آمد به کارگردانی فریال بهزاد
- ازدواج به سبک ایرانی به کارگردانی حسن فتحی (طرح اولیه داستان)[۲۵][۲۶][۲۷][۲۸]
- انیمیشن دزد رؤیاها به کارگردانی روانبخش صادقی[۲۹][۳۰][۳۱]

### دیگر فیلمنامه‌های سینمایی
- فیلمنامه «اکسیژن» (مصوبِ شورای بنیاد سینمایی فارابی، سازمان سینمایی و انجمن صنفی فیلمنامه‌نویسان سینمای ایران) ۱۴۰۲
- فیلمنامه «السون و ولسون، مهمون‌ها رو برسون»[۳۲][۳۳][۳۴]
- فیلمنامه «بیست آفرین» واگذار شده به مؤسسه رسانه‌های تصویری[۳۵]
- فیلمنامه «بستنی قیفی» واگذار شده به شرکت سینمایی لاله برگ[۳۶]
- فیلمنامه «همسر محبوب من» واگذار شده به شرکت سینمایی هدایت فیلم[۳۷]
- فیلمنامه «لیلی و مجنون» واگذار شده به تهیه‌کننده سینما علی آشتیانی پور[۳۸][۳۹]

## نویسندگی و کارگردانی فیلم و سریال
- تله فیلم قطار آن شب (نویسنده و کارگردان) اقتباسی آزاد از کتاب قطار آن شب نوشته احمد اکبرپور - تولید سال ۱۳۸۶
- تله فیلم خاطرات فردا (نویسنده و کارگردان)
- تله فیلم ماهرخ (نویسنده و کارگردان)
- مجموعه تلویزیونی هیچ‌کس (بازنویس فیلمنامه و کارگردان)
- مجموعه تلویزیونی کارآگاه کوچولو (نویسنده و کارگردان)[۴۰][۴۱]
- فیلم کوتاه داستانی نمره بیست (نویسنده و کارگردان)
- فیلم کوتاه داستانی بازی تمام شد (نویسنده و کارگردان)
- فیلم کوتاه داستانی طاووس (نویسنده و کارگردان)
- فیلم کوتاه داستانی صدای آشنا (نویسنده و کارگردان)
- فیلم کوتاه داستانی پرنده کاغذی (نویسنده و کارگردان)
- مستند رصدخانه دانشگاه شیراز (نویسنده و کارگردان)

### نویسندگی فیلم و سریال
- فیلم کوتاه داستانی آب (نویسنده)
- فیلم کوتاه داستانی ساعت مادربزرگ (نویسنده)
- فیلم کوتاه داستانی کوزه سبز (نویسنده)
- مجموعه تلویزیونی خیاط خانه دادگستر (نویسنده)[۴۲]
- مجموعه تلویزیونی مشاور (نویسنده)[۴۳]

## نویسندگی و کارگردانی فیلم‌های کوتاه و بلند انیمیشن
- انیمیشن بلند افسانه شهر قالی (نویسنده و کارگردان)
- انیمیشن کوتاه دختر و ابر (نویسنده و کارگردان)
- انیمیشن کوتاه در جستجوی قطعه گمشده (نویسنده و کارگردان)
- انیمیشن کوتاه میمون بازیگوش (نویسنده و کارگردان)

### نویسندگی فیلم کوتاه و سریال انیمیشن
- سریال انیمیشن «افسانه دشت هزار گل» (نویسنده فیلمنامه) در مرحله تولید، صدا و سیمای مرکز کرمانشاه[۴۴]
- انیمیشن کوتاه کیمیاگر (نویسنده) تولید امور سینمایی کانون پرورش فکری کودکان و نوجوانان[۴۵]
- مجموعه تلویزیونی انیمیشن خمره (نویسنده) اقتباسی آزاد از رمانی با همین نام نوشته هوشنگ مرادی کرمانی[۴۶][۴۷]
- مجموعه تلویزیونی انیمیشن آسمان آبی (نویسنده)
- مجموعه انیمیشن سامی و دوستان (نویسنده)[۴۸]
- مجموعه انیمیشن قصه‌های غزاله / سری دوم (نویسنده)[۴۹]
- مجموعه انیمیشن جوجه طلایی / سری دوم و سوم (نویسنده)[۵۰][۵۱]
- مجموعه انیمیشن هوهو خان، باد مهربان (نویسندگی قسمت «هوهو خان و شهر دودگرفته» به عنوان نمونه فیلمنامه برای شکل‌گیری نگارش سری دوم)[۵۲]

## فیلمنامه‌های عروسکی
- مجموعه عروسکی حکیم‌باشی (نویسنده)[۵۳]
- مجموعه عروسکی افسانه‌های سپید (سرپرست نویسندگان)

## جوایز
- پروانه زرین بهترین فیلمنامه بلند پویانمائی از بیست و هشتمین جشنواره بین‌المللی فیلم‌های کودکان و نوجوانان اصفهان ۹۳ برای انیمیشن بلند افسانه شهر قالی[۵۴]
- دیپلم افتخار بهترین پویانمایی از بیست و هشتمین جشنواره بین‌المللی فیلم‌های کودکان و نوجوانان اصفهان ۹۳ برای انیمیشن بلند افسانه شهر قالی[۵۵]
- جایزه بهترین انیمیشن بلند از نوزدهمین جشنواره تولیدات رادیویی و تلویزیونی مراکز استان‌ها ۹۵ برای انیمیشن بلند افسانه شهر قالی
  - جایزه بهترین پویانمائی سه بعدی از هشتمین جشنواره بین‌المللی الغدیر نجف اشرف ۹۳ برای انیمیشن بلند افسانه شهر قالی[۵۶]
- لوح تقدیر بخاطر کارگردانی از چهل و چهارمین جشنواره بین‌المللی فیلم رشد ۹۳ برای انیمیشن بلند افسانه شهر قالی[۵۷]
- لوح تقدیر به خاطر داستانی جذاب از نخستین جشنواره ملی پویانمایی تلویزیون ایران ۹۷ برای انیمیشن بلند افسانه شهر قالی[۵۸]
- جایزه بهترین پویانمائی نخستین جشنواره فیلم سما ۹۴ برای نسخه کوتاه انیمیشن افسانه شهر قالی[۵۹]
- جایزه بهترین کارگردانی و فیلمنامه از نخستین جشنواره تولیدات تلویزیونی مرکز فارس ۷۸ برای مجموعه تلویزیونی کارآگاه کوچولو
- دیپلم افتخار بخاطر کارگردانی از بیست و پنجمین جشنواره بین‌المللی فیلم رشد۷۴ برای مجموعه تلویزیونی کارآگاه کوچولو
- دیپلم افتخار از اولین جشنواره ویدیوئی سوره ۷۲ برای فیلم کوتاه بازی تمام شد
- جایزه بهترین فیلم داستانی ۱۶میلی‌متری از دومین جشنواره سینمای جوان استان فارس ۶۷ برای فیلم کوتاه پرنده کاغذی
- نامزد بهترین فیلمنامه از ششمین جشنواره سراسری انجمن سینمای جوانان ایران ۶۷ برای فیلم کوتاه پرنده کاغذی
- جایزه تندیس برنزی به عنوان بهترین فیلم‌نامه‌نویس از دومین دوره اهدا جوایز کانون کارگردانان سینمای ایران به ریاست هیئت داوران علی حاتمی ۷۳ برای فیلم بلند مهریه بی بی
- جایزه بهترین فیلمنامه انیمیشن و کسب ۸ عنوان جایزه دیگر از چهاردهمین جشنواره تولیدات مراکز ۸۵ برای انیمیشن بلند هفت رنگ
- نامزد پروانه زرین بهترین فیلمنامه از جشنواره بین‌المللی فیلم‌های کودکان و نوجوانان همدان ۸۶ برای انیمیشن بلند هفت رنگ
- برنده جشنواره فیلم‌نامه‌نویس برتر اداره کل فرهنگ و ارشاد اسلامی استان تهران ۸۷ برای فیلمنامه بلند سینمایی لیلی و مجنون (واگذار شده به تهیه‌کننده سینما علی آشتیانی پور)[۳۸]
- نامزد بهترین فیلمنامه از بخش انیمیشن جشن بزرگ سینمای ایران ۸۹ برای انیمیشن کوتاه کیمیاگر
- برگزیده مسابقات فرهنگی و هنری فجر استان فارس ۶۷ برای فیلمنامه کوتاه داستانی م مثل ماهی
- برنده مسابقه فیلم‌نامه‌نویسی سمعی و بصری ارشاد فارس ۷۴ برای فیلمنامه کوتاه داستانی شقایق
- برنده مسابقه فیلم‌نامه‌نویسی سازمان ترافیک اصفهان ۶۸ برای فیلمنامه تبلیغاتی فقط یک بار زندگی می‌کنید
- مقام اول مسابقه بزرگ فیلم‌نامه‌نویسی سازمان تأمین اجتماعی ۷۲ برای فیلمنامه تبلیغاتی امروز، فردا، پس فردا
- مقام اول مسابقه فیلم‌نامه‌نویسی بانک صادرات ایران ۷۰ برای فیلمنامه تبلیغاتی بانک صادرات

## داوری
- سیزدهمین جشنواره بین‌المللی پویانمایی تهران ۱۴۰۲
- سومین جشنواره ملی پویانمایی تلویزیونی ایران ۱۴۰۲
- پنجمین مسابقه فیلم نامه نویسی کانون پرورش فکری کودکان و نوجوانان (بخش پویانمایی) ۱۴۰۰[۶۰]
- اولین جشنواره فیلم ۱۲۰ ثانیه ای تعاون ۱۴۰۰[۶۱]
- نخستین جشنواره ملی پویانمایی تلویزیونی ایران ۹۷[۶۲]
- هجدهمین جشن سینمای ایران (از طرف صنف کانون فیلم‌نامه‌نویسان) ۹۵[۶۳]
- هجدهمین جشن سینمای ایران (بخش انیمیشن) ۹۵[۶۴]
- نخستین جشنواره فیلم و عکس چهل چراغ (بخش انیمیشن) ۹۵
- دومین جشنواره فیلم کوتاه سما ۹۵
- پانزدهمین جشن سینمای ایران (جشن مستقل انیمیشن) ۹۰
- نخستین جشنواره نویسا (جشنواره نویسندگی صدا و سیمای مرکز فارس) ۸۶
- پنجمین جشنواره فیلم انجمن سینمای جوان (منطقه چهار کشور) ۷۵
- اولین جشنواره قصه‌نویسی بخش فرهنگی جهاد دانشگاهی شیراز ۷۱

## تألیف کتاب
- زیبائی‌شناسی تصویر در سینما و تلویزیون[۶۵][۶۶]